# Smoke Gets in Your Eyes (lied)
Smoke Gets in Your Eyes is een lied geschreven door Jerome Kern (muziek) en Otto Harbach (tekst). Zij zetten het op papier voor hun musical Roberta uit 1933. Het thema had Kern echter al in zijn hoofd tijdens het schrijven van de musical Show Boat uit 1927. De publieke première van het lied was weggelegd voor Tamara Drasin, die het zong tijdens de eerste voorstelling van de musical op Broadway op 18 november 1933. Echter, Gertrude Niesen had het lied al op 13 oktober 1933 in de geluidsstudio ten gehore gebracht. Van het lied zijn meer dan 150 versies opgenomen door de meest uiteenlopende artiesten. Daaronder bevinden zich Jo Stafford, Charlie Parker, Thelonious Monk, Dinah Washington, The Platters, Ray Conniff, Nana Mouskouri, Blue Haze, Bryan Ferry, Demis Roussos, trio Jarrett/Peacock/DeJohnette, Miles Davis, James Galway, Sandra Reemer, Nico en Hugo, Kiri Te Kanawa, Jerry Garcia en Barbra Streisand. Uiteraard ontbreken de jazzsterren van weleer niet in de reeks. Sarah Vaughan, Ella Fitzgerald en Eartha Kitt verzorgden ook opnamen van dit lied. Ook in de 21e eeuw komen er nog ieder jaar wel een of meerdere cover(s) van het lied uit. Van al die uitgaven wisten slechts drie de Nederlandse hitparades te bereiken. Bryan Ferry haalde voorts de Britse hitlijst met zijn uitvoering.

## Uitgelicht

### Gertrude Niessen
Gertrude Niesen nam het dus op voordat Tamara het kon zingen tijdens de voorstellingen. Zij werd begeleid door een orkest onder leiding van Ray Sinatra, een achterneef van Frank Sinatra. De B-kant werd gevormd door Jealousy, waarin Niesen werd begeleid door Isham Jones en zijn orkest. De single verscheen op 10”-formaat onder catalogusnummer Victor 24454.

### The Platters
De heren Kern en Harbach konden flink wat royalty's bijschrijven toen in het najaar de versie van The Platters werd uitgebracht. Hun versie haalde de eerste plaats in de hitparades van de Billboard Hot 100 (VS) en UK Singles Chart. In de VS hield het die eerste plaats drie weken vast, in het VK stond het vijf weken nummer 1. Nederland en België hadden nog geen officiële hitparades, doch in de verre voorlopers van de Single top 100 en de Ultratop 50 stond het respectievelijk 31 en 28 weken genoteerd, waarvan flink wat noteringen in de Top 10 van die lijsten.

#### NPO Radio 2 Top 2000
| Nummer met noteringen in de NPO Radio 2 Top 2000 | '99  | '00  | '01 | '02  | '03  |
| ------------------------------------------------ | ---- | ---- | --- | ---- | ---- |
| Smoke Gets in Your Eyes                          | 1412 | 1796 | -   | 1906 | 1581 |

1. ↑  Een '-' betekent dat het nummer niet was genoteerd en een vetgedrukt getal geeft de hoogste notering aan.
2. ↑  Deze tabel is bijgewerkt tot en met de laatste editie (2024).

### Blue Haze
De Britse muziekgroep Blue Haze rondom muziekproducenten Philip Swern en Johnny Arthey bracht het uit als hun debuutsingle en scoorde er zowel in Nederland als België een hit mee. Een overzicht van de noteringen van deze reggaesingle:
- Nederlandse top 40: tien weken met als hoogste notering plaats 4
- Daverende 30: zeven weken met als hoogste notering plaats 4
- Ultratop 30 (voorloper): achttien weken met als hoogste plaats 2
- Single top 50 uit Engeland: zes weken met als hoogste plaats 32.

#### NPO Radio 2 Top 2000
| Nummer met noteringen in de NPO Radio 2 Top 2000    | '99  | '00  | '01-'02 | '03  |
| --------------------------------------------------- | ---- | ---- | ------- | ---- |
| When Your Heart's on Fire (Smoke Gets in Your Eyes) | 1737 | 1903 | -       | 1998 |

1. ↑  Een '-' betekent dat het nummer niet was genoteerd en een vetgedrukt getal geeft de hoogste notering aan.
2. ↑  Deze tabel is bijgewerkt tot en met de laatste editie (2024).

### Satisfy
De Brabantse muziekgroep Satisfy bracht het uit als hun derde en tevens laatste single. Alhoewel de band in Jealous talk een album op haar naam heeft staan, staat deze evergreen er niet op. In de Nationale Hitparade (top100) stond het slechts vijf weken genoteerd en kwam niet verder dan plaats 78, echter wel al die talloze uitvoeringen achter zich latend. In de Nederlandse top 40 stond het een aantal weken in de tipparade. Het arrangement is geschikt gemaakt voor feest- en bedrijfsavonden.

### Sandra Reemer
Sandra Reemer koppelde Smoke Gets in Your Eyes aan Never let her slip away van Andrew Gold. Smoke Gets in Your Eyes werd uitgevoerd in een arrangement van Hans Hollestelle. Never let him slip away werd uitgevoerd in een arrangement van Peter Schön. Reemer kreeg er geen hit mee.